# NGC 158
NGC 158 è una coppia di stelle situate nella costellazione della Balena.
Sono state osservate e descritte dall'astronomo tedesco Wilhelm Tempel nel 1882.